# NGC 1452
NGC 1452 (NGC 1455) é uma galáxia espiral barrada (SB0-a) localizada na direcção da constelação de Eridanus. Possui uma declinação de -18° 37' 59" e uma ascensão recta de 3 horas, 45 minutos e 22,3 segundos.
A galáxia NGC 1452 foi descoberta em 6 de Outubro de 1785 por William Herschel.